# Epidares nolimetangere
Epidares nolimetangere är en insektsart som först beskrevs av Haan 1842.  Epidares nolimetangere ingår i släktet Epidares och familjen Heteropterygidae. Inga underarter finns listade i Catalogue of Life.